# Methylvinylether
Methylvinylether ist eine chemische Verbindung aus der Gruppe der Vinylether. Sie ist der einfachste Vertreter dieser Stoffgruppe und wird deshalb manchmal selbst einfach als Vinylether bezeichnet.

## Gewinnung und Darstellung
Technisch wird Methylvinylether durch Umsetzung von Methanol mit Acetylen (Reppe-Vinylierung) bei Temperaturen von 80–150 °C und Drücken von 5–30 bar in Gegenwart von Kaliummethanolat in Strahlschlaufenreaktoren hergestellt.
Die Reaktion wird dabei in der Flüssigphase durchgeführt. Die Reinigung und Aufarbeitung des Produkts erfolgt gewöhnlich destillativ. Das Verfahren liefert sehr hohe Ausbeuten und Raum-Zeit-Ausbeuten, der Umsatz beträgt 99 % bezogen auf Acetylen.

## Eigenschaften
Methylvinylether polymerisiert leicht und bildet dann Polymethylvinylether (PMVE, CAS-Nummer: 9003-09-2) mit der Formel (CH3OCH-CH2)n.
Bei Kontakt mit Säuren und sauren Stoffen (z. B. Calciumchlorid) bildet sich Acetaldehyd. 

### Sicherheitstechnische Kenngrößen
Methylvinylether ist hochentzündlich (Flammpunkt −60 °C) und bildet mit Luft ein explosionsfähiges Gemisch. Der Explosionsbereich liegt zwischen 2,2 Vol.‑% (54 g/m³) als untere Explosionsgrenze (UEG) und 28,2 Vol.‑% (694 g/m³) als obere Explosionsgrenze (OEG).  Die Zündtemperatur beträgt 220 °C. Der Stoff fällt somit in die Temperaturklasse T3. Es ist chemisch instabil und neigt zur spontanen, exothermen Polymerisation. 

## Verwendung
Methylvinylether wird als Hilfsstoff bei der Massenspektrometrie von bestimmten chemischen Verbindungen und als Zwischenprodukt zur Herstellung von anderen chemischen Verbindungen (z. B. Glutaraldehyd) verwendet.

## Risikobewertung
Methylvinylether wurde 2015 von der EU gemäß der Verordnung (EG) Nr. 1907/2006 (REACH) im Rahmen der Stoffbewertung in den fortlaufenden Aktionsplan der Gemeinschaft (CoRAP) aufgenommen. Hierbei werden die Auswirkungen des Stoffs auf die menschliche Gesundheit bzw. die Umwelt neu bewertet und ggf. Folgemaßnahmen eingeleitet. Ursächlich für die Aufnahme von Methylvinylether waren die Besorgnisse bezüglich Verbraucherverwendung, Exposition empfindlicher Bevölkerungsgruppen und Exposition von Arbeitnehmern sowie der möglichen Gefahr durch reproduktionstoxische Eigenschaften. Die Neubewertung fand ab 2018 statt und wurde von Lettland durchgeführt. Anschließend wurde ein Abschlussbericht veröffentlicht.